# Walter Micallef
Walter Micallef u l-Ħbieb (Birchircara, 24 ottobre 1955) è un cantante maltese.
Nato nel 1955 nella città centrale di Birchircara, comincia a suonare la chitarra dall'età di sedici anni. Ha scritto più di cento brani, perlopiù in maltese. Partecipa al festival annuale Il-Għanja tal-Poplu (Il Canto del Popolo) sempre come cantautore. Nella sua carriera musicale Micallef vince tutti i maggiori festival dell'isola.
Nel 2003 usciva il primo album intitolato M'Jien Xejn (Sono Nessuno), considerato dei critici come uno dei miglior album maltesi degli ultimi vent'anni.
Il 23 marzo 2007 presenta il secondo album Ħamsin (Cinquanta) col sestetto Walter Micallef u l-Ħbieb nel Powerhouse Theatre a Floriana. Gli altri membri del gruppo sono Albert Garzia (accordeon), Pawlu 'Bibi' Camilleri (armonica), Renzo Spiteri (percussione), Eric Wadge (basso) e Jes Psaila (chitarra acustica).
L'album Ħamsin ha raggiunto il primo posto nella rassegna musicale maltese organizzata da D'Amato Records di La Valletta. Walter Micallef riferisce di essere stato influenzato da giovane dallo stile di Giorgio Gaber e Gino Paoli. Considera Manwel Mifsud, sconosciuto ai più, come uno dei migliori cantautori maltesi.